# Brownson (Schiff, 1943)
Die USS Brownson (DD-518) war ein Zerstörer der United States Navy, der im Zweiten Weltkrieg eingesetzt wurde. Sie war die erste von 117 Einheiten der Fletcher-Klasse, die mit der Low oder auch Square Bridge genannten Brücke gebaut wurde. Am 26. Dezember 1943 wurde die USS Brownson bei einem Luftangriff vor Cape Gloucester versenkt.

## Namensgeber
Willard Herbert Brownson (1845–1935) war Rear Admiral der US Navy. Er nahm während des Spanisch-Amerikanischen Kriegs unter anderem an der Schlacht von Boca Teacapan im Juni 1870 und im Juni 1898 an der Schlacht in der Guantánamo Bay teil.

## Technik

### Rumpf und Antrieb
Der Rumpf der USS Brownson war 114,7 m lang und 12,2 m breit. Der Tiefgang betrug 5,4 m, die Verdrängung 2.100 Tonnen. Der Antrieb des Schiffs erfolgte durch zwei Dampfturbinen von General Electric, der Dampf wurde in vier Kesseln von Babcock & Wilcox erzeugt. Die Leistung betrug 60.000 Wellen-PS. Die Höchstgeschwindigkeit lag bei 35 Knoten.

### Bewaffnung und Elektronik
Hauptbewaffnung des Zerstörers waren bei Indienststellung die fünf 5"/38 Mk.30-Einzeltürme. Zur Flugabwehr befanden sich zwei 40-mm-Zwillingsgeschütze und drei 20-mm-Zwillingsgeschütze an Bord. Zehn 21"-Torpedorohre befanden sich in zwei Torpedorohrsätzen mittschiffs.
Die USS Brownson war mit Radar ausgerüstet. Am Mast über der Brücke waren ein SG- und ein SC-Radar montiert, mit denen Flugzeuge auf Entfernungen zwischen 15 und 30 Seemeilen und Schiffe in Entfernungen zwischen 10 und 22 Seemeilen geortet werden konnten. Zur Unterwasserortung war ein QC-Sonar eingebaut.

## Geschichte
Die USS Brownson wurde am 15. Februar 1942 bei Bethlehem Shipbuilding Corporation auf Staten Island auf Kiel gelegt und lief am 24. September 1942 vom Stapel. Taufpatin war Cleland S. Baxter, Enkeltochter des Namensgebers. Am 3. Februar 1943 wurde der Zerstörer unter dem Kommando von Lieutenant Commander J. B. Maher in Dienst gestellt.
Nach der Indienststellung wurde die USS Brownson im Atlantik eingesetzt. Sie diente als Eskorte und führte Patrouillen entlang der Ostküste der Vereinigten Staaten durch. Im Mai eskortierte sie einen Geleitzug nach Nordafrika. Am 18. Juni 1943 passierte sie den Panamakanal und erreichte Kalifornien am 28. Juni.
Im Juli verlegte sie nach Kodiak in Alaska. Dort wurde sie erneut als Eskorte und für Patrouillenfahrten eingesetzt. Am 29. November verließ sie Alaska und nahm Kurs auf Pearl Harbor, um von dort aus in den Südwestpazifik zu laufen.
Sie nahm an der Operation Dexterity, der Landung auf Neubritannien, teil. Zusammen mit den Zerstörern Beale, Hutchins und Daly eskortierte sie einen Geleitzug mit Truppen und Versorgungsgütern von Cape Cretin auf Neuguinea nach Cape Gloucester. Am 26. Dezember 1943 um 7:30 Uhr landeten US Marines auf Neubritannien. Die Brownson bezog nach der Landung Position vor der Küste und befand sich um 14:19 Uhr acht Seemeilen nördlich von Cape Gloucester, als mehrere japanische Flugzeuge vom Radar geortet wurden. Zum Abfangen wurden P-38 Lightning herangeführt. Einigen Aichi D3A Val gelang es, den Jagdschutz zu durchbrechen und die amerikanischen Schiffe anzugreifen. Zwei Val griffen die Brownson an. Der Flugabwehr des Zerstörers gelang der Abschuss eines Angreifers. Die verbliebene Maschine warf zwei Bomben ab, die das Schiff auf Höhe des hinteren Schornsteins trafen. Um 14:50 Uhr gab der Kommandant der Brownson den Befehl, das Schiff zu verlassen. Neun Minuten später sank der Zerstörer. Als das Schiff unterging, explodierten einige Wasserbomben, wodurch zwei im Wasser schwimmende Männer getötet wurden. Insgesamt verloren 108 Männer ihr Leben. Die Überlebenden wurden von der Daly und der Lamson gerettet.

## Auszeichnungen
Die USS Brownson erhielt einen Battle Star für ihre Dienste im Zweiten Weltkrieg.